# Андрей Щремфел
Андрей Щремфел (на словенски: Andrej Štremfelj) е словенски алпинист, планински водач и инструктор.
Той и Марко Презел са първите носители на наградата „Златен ледокоп“ (Piolet d'or) – през 1992 г., за изкачването им на Кангчендзьонга по югозападния гребен. През 2018 г. получава и „Златен ледокоп“ за цялостен принос (Piolet d'or Carrière). Първият словенски (югославски) алпинист, изкачил Еверест (1979 г.), заедно с Нейц Заплотник, при това по нов маршрут – по изключително трудния югозападен гребен. Участва в повече от двадесет хималайски експедиции. Изкачил е седем от четиринадесетте осемхилядника.

## Биография
Роден е на 17 декември 1956 г. в Кран, Словения. Започва да се занимава с алпинизъм на 15-годишна възраст. Заедно с по-големия си брат Марко Андрей се катери предимно в родните си Алпи и в продължение на няколко години постига впечатляващи успехи, които не остават незабелязани от опитните словенски алпинисти. През 1983 г. завършва Университета в Любляна (Факултет по физическо възпитание). След дипломирането си работи и продължава да работи като учител по физическо възпитание в средно училище в Шкофя Лока. От 1984 до 1987 г. оглавява алпийския клуб „Кран“, от 1994 до 1999 г. е председател на комисията на Словенската алпийска асоциация. От 1982 г. е планински водач, инструктор на Словенската асоциация на планинските водачи (SMGA). През 1997 г. получава лиценз IFMGA.
Живее в Кран. Женен е и има три деца.

### Спортна кариера
През 1977 г. по покана на Нейц Заплотник Щремфел участва в първата си хималайска експедиция – до Гашербрум I (ръководител Янез Лончар). На 8 юли, заедно с Нейц Заплотник, той изкачва върха по нов маршрут (по югозападния гребен). Две години по-късно е сред участниците в югославската експедиция до Еверест (ръководител Тоне Шкаря). На 13 май 1979 г., отново заедно със Заплотник, стават първите словенци, изкачили върха на света. Изкачването им е забележително събитие в историята на височинния алпинизъм: то е в класически стил „обсада“, но по новия най-труден маршрут по югозападния гребен на върха, последвано от спускане по кулоара Хорнбайн. За втори път той изкачва Еверест през 1990 г., този път със съпругата си Мария – първата брачна двойка, изкачила се до третия полюс на Земята.
През 1981 г. Андрей участва в експедиция до Лхотце. При един от първите опити за изкачване на Южната стена той, Заплотник и Павел Подгорник се изкачват до 8150 m н.в. През 1983 г. в чисто алпийски стил той изкачва връх Комунизъм (по билото Беззубкин) в Памир (а по време на аклиматизацията и връх Корженевска), а също така организира (неуспешна) експедиция до Анапурна (по южната стена). До края на десетилетието той успява да изкачи Дхаулагири (1985), Броуд Пик и Гашербрум II (1986), Шиша Пангма (1989) – словенците изкачват нов маршрут до върха в алпийски стил по югозападния контрафорс (2150 m, IV–V, 55 °– 65 °). В допълнение към това прави първите изкачвания на Нянанг Ри (7071 m), и Канг Ри (6200 m).
През 1991 г. словенците организират голяма експедиция до Кангчендзьонга (ръководител Тоне Шкаря), по време на която Щремфел и Марко Пресел в алпийски стил се изкачват по много трудния югозападен гребен до Южния връх на масива. По време на походите за аклиматизация те осъществяват първото изкачване до връх Боктох (6114 m) и връх Талунг (7349 m) на 20 април, второ изкачване, нов маршрут. Постижението им е отличено с първата по рода си награда „Златен ледокоп“ за най-добро изкачване на годината. Те са отличени и с най-високата награда на Словения за спортни постижения – Блоудек.
През 1992 г. Щремфел и Презел правят първото изкачване на Мелунгцзе Главен, което е атакувано четири пъти от британски и американски алпинисти през предходното десетилетие. През 1995 г. заедно правят нов маршрут до Северната кула в Кордилера Пайне, а през същата година заедно със съпругата си Мария изкачва класическия маршрут до Чо Ою, който става седмият осемхилядник в кариерата му.
На 6 октомври 1999 г., заедно с Марко Чар, Петър Мезнар и Марко Презел, Андрей прави първото изкачване на Гячунг Канг по северната стена, а през 2000 г., под егидата на Словенската алпийска асоциация, ръководи тренировъчни лагери в Хималаите. За съжаление те приключват преждевременно – в резултат на падане от Jongsong загива един от начинаещите словенски спортисти..
През 2004 г. Андрей заедно със съпругата си Мария изкачва Дхаулагири (за него това е 8-и осемхилядник, за Мария е 4-ти). През 2005 г. е на Денали, а на 6 май 2006 г. прави първото изкачване на Янак-Чули (7090 м), по югозападния хребет заедно със словенеца Рок Залокар. Последното височинно изкачване на Андрей е връх Аконкагуа (6960 м), 2010 г. 
За малко повече от 40 години от кариерата си в алпинизма той е направил (по собствени изчисления) повече от 3000 изкачвания.

### Книга
През 2020 г. Мария и Андрей Щремфел издават книгата „Прегръдка на върха на света“ (Objem na vrhu sveta).

### Отличия
- „Златен ледокоп“ (1992 г.) за изкачването на Кангчендзьонга по югозападния гребен.[21]
- Награда „Блоудек“ (1992), най-високата награда на Словения за спортни постижения.[22]
- Награда на Алпийската асоциация на Словения за цялостни постижения (2017).[6]
- „Златен ледокоп“ за цялостни постижения (Piolet d'or Carrière), 2018 г.[21][23]